# Стационе ди Парлеска е Солфањано (Перуђа)
Стационе ди Парлеска е Солфањано је насеље у Италији у округу Перуђа, региону Умбрија.
Према процени из 2011. у насељу је живело 850 становника. Насеље се налази на надморској висини од 229 м.